# Mission de formation de l'OTAN en Afghanistan
La Mission OTAN de formation en Afghanistan (MFO-A ou NATO Training Mission-Afghanistan (NTM-A) en anglais) était une organisation militaire multinationale, initiée en novembre 2009 et dissoute fin 2014, chargée de fournir une formation de niveau supérieur pour les Forces armées afghanes (FAA) regroupant la composante terre (Armée nationale afghane ou ANA) la composante air (Force aérienne afghane ou FAA), les forces de police (Police nationale afghane ou PNA)ainsi que l'Académie militaire nationale d'Afghanistan et les différentes écoles. Elle était aussi chargée de l'élaboration de la doctrine, de la formation et du conseil de la police nationale afghane (PNA). L'unité était placée sous le double commandement, de la MFO-A et du CSTC-A (Commandement interallié de transition - Afghanistan).
Sa mission consistait à coordonner et diriger les actions des différentes partenaires et pays : OTAN, organisations international, donateurs et ONG (Organisations non gouvernementales). Elle soutenait et assistait le gouvernement afghan (Gouvernement de la République islamique d'Afghanistan) par la formation de ses unités, de ses cadres et la structuration de son organisation militaire.
Elle mettait en lien les priorités du gouvernement afghan en matière de forces de police (formation et développement des capacités existantes) avec les actions compris de la Mission de Police européenne en Afghanistan et les travaux du Conseil international de coordination de la police.
Au cours des années 1960 et jusqu'au début des années 1990, l'armée afghane a été formée et équipée par le Union soviétique. En 1992, elle est fragmentée en milices régionales sous les ordres des chefs de guerre locaux. Après l’avènement de Émirat islamique d'Afghanistan en 1996 et le retrait des talibans en 2001, les nouvelles forces armées afghanes furent formés avec le soutien de États-Unis et d'autres pays de l'OTAN. En 2009, toute la formation pour les forces de sécurité afghanes fut unifiée sous ce commandement unique.

## Histoire
Entre 2002 et 2009, le Police nationale afghane (PNA) a reçu une formation dans le cadre du Programme de police de l'Afghanistan. Lors d'un sommet OTAN en 2009 Strasbourg - Kehl, tout en célébrant soixante années de paix et de la sécurité au sein de l'alliance, les alliés et les partenaires de l'OTAN, ont annoncé qu'ils allaient mettre en place une mission de formation commune en Afghanistan en capitalisant sur le retour d'expérience réussie de la même mission en Irak. Cette mission se déroulerait au profit des Forces armées afghanes (FAA).
La MFO-A a donc été créée le 21 novembre 2009 afin de concevoir et mettre en œuvre un programme complet de formation.
La mission principale de la MFO-A fut de superviser la formation des cadres pour les Forces armées afghanes (FAA) ainsi que de former et le accompagner les forces de police en coordination avec CSTC-A. Elle fut aussi responsable de la planification et de la mise en œuvre des ressources de OTAN chargée d'accompagner le gouvernement afghan dans la montée en compétence des forces armées afghane afin de gérer la situation sécuritaire du pays.
En décembre 2011, l'effectif des Forces armées afghanes (FAA) était d'environ 290 000 hommes et devait atteindre 400 000 en fin d'année 2014,,,.

## Formation

### Forces armées afghanes(FAA)

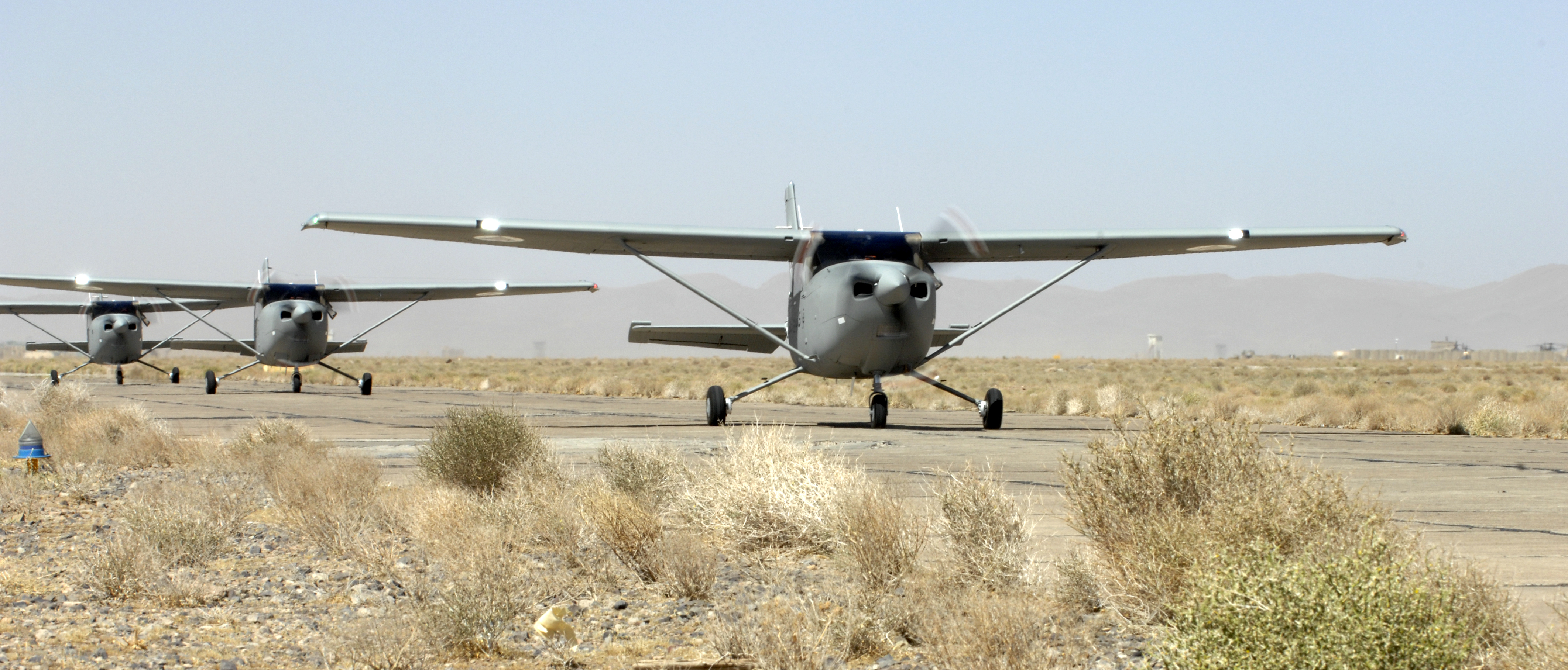
Ce182T d'instruction à Shindand, qui servit de centre de formation principal pour la Force aérienne afghane.

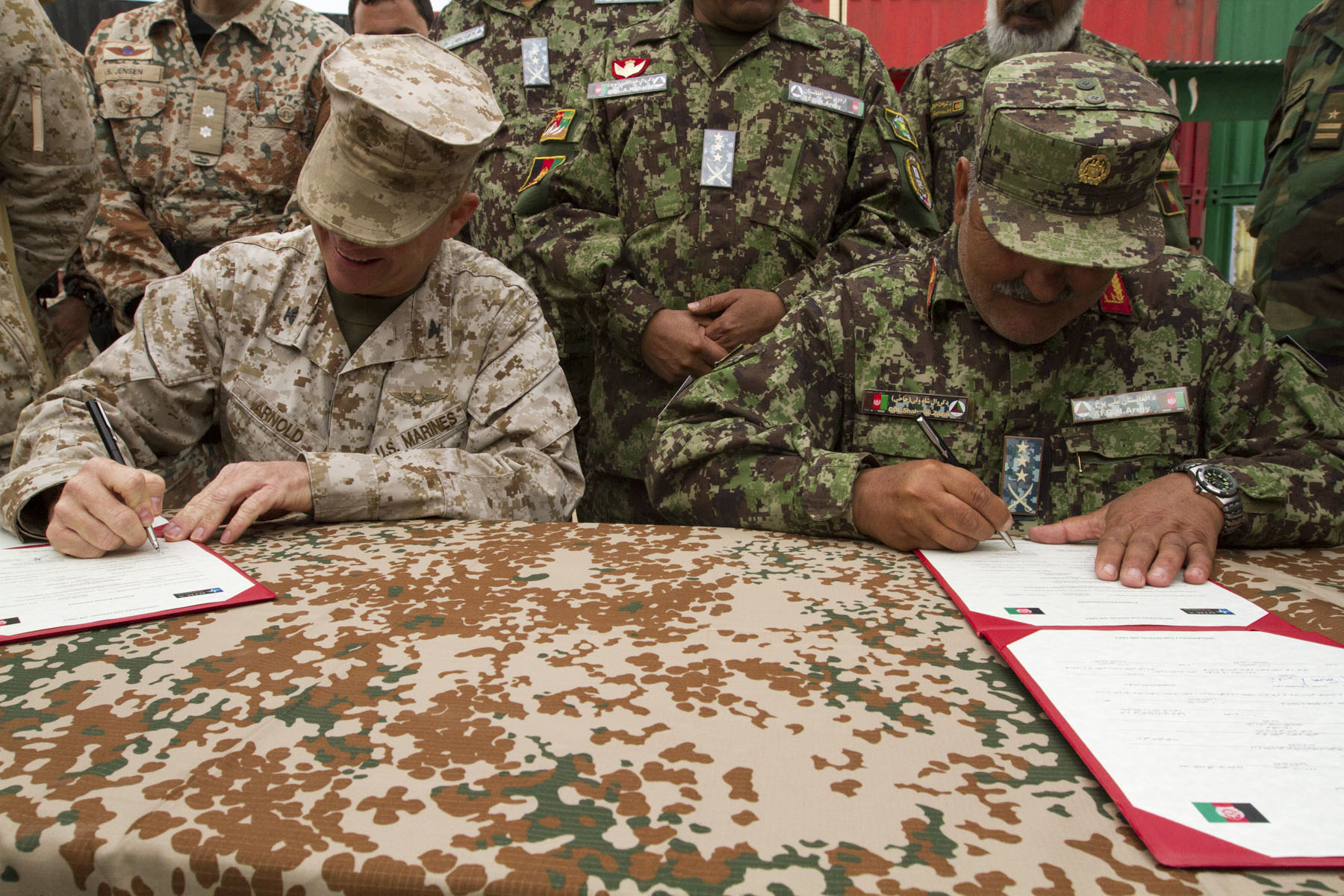
Le Centre de formation militaire du Sud-Ouest passant du commandement OTAN au commandement des forces afghanes ; il avait été construit, maintenu et opéré par les forces américaines, britanniques et danoises.

Les membres de la coalition ont joué un grand rôle dans la création de la nouvelle structure des forces armées afghanes (forces terrestres et aériennes) sous le commandement de la MFO-A, dont l'état-major (dirigé par un général trois étoiles) était situé dans les faubourgs de Kaboul.
À partir de 2006, toute la formation et l'entraînement faits par l'ANA, étaient gérés et mis en œuvre par le commandement de l'Armée nationale afghane pour la formation (ANATC) formé en 2005 et dirigé par un général deux étoiles relevant directement du chef d'état-major. L'ANATC était organisé en un Centre de formation militaire de Kaboul (KMTC)  et six centres régionaux de formation militaires (CRFM) ainsi qu'un certain nombre d'écoles de formation spécialisées. Cette formation se faisait en partenariat avec les forces de la coalition dans le cadre de la Task Force Phoenix. Ce programme avait été formalisé en avril 2003.
Chaque état-major d'un niveau supérieur à celui du bataillon disposait d'une équipe de mentors (OMLT) servant d'élément de liaison entre l'ANA et les forces de l'OTAN (FIAS ou ISAF en anglais). Les OMLT étaient chargées de veiller à la planification opérationnelle et au soutien des forces afghanes dans le but de préparer la transition totale du commandement.
La formation initiale ainsi que le perfectionnement opérationnel étaient conduits dans deux centres de formations situés à Kaboul. L'Académie militaire nationale d'Afghanistan, située près de aéroport international de Kaboul, est une université militaire qui, à l’issue d'un cycle de quatre ans, forme des officiers subalternes (sous-lieutenant) destinés aux différentes armes. La première promotion a intégré l'école en 2005. L'école supérieure d'état-major, située au sud de Kaboul, prépare les officiers à intégrer des états-majors de bataillon minimum. Cette école a été créée et structurée par l'armée française. Ces deux écoles doivent être, à l'avenir, fusionnées au sein de l’Université nationale de Défense au nord-ouest de Kaboul.
La formation initiale individuelle est menée principalement par des instructeurs afghans au Centre de formation militaire (ANATC), situé à l'est de la capitale. Les forces armées afghanes étaient néanmoins assistées et aidées dans leur mission par des instructeurs de l'OTAN. Les troupes américaines par exemple, aidaient aux formations initiales et avancées des hommes du rang, ainsi qu'à la formation des sous-officiers instructeurs.
Le Commandement de la formation aérienne de l'OTAN en Afghanistan était chargé d'équiper et de conseiller les forces aériennes afghanes.
Il y avait trois groupes de formation du NATC-A intégrés au sein des escadrilles afghanes à l'aéroport international de Kaboul (escadrille de Kaboul), à l'aéroport international de Kandahar (escadrille de Kandahar) ainsi qu'à Shindand (escadrille de Shindand) ; d'autres unités plus petites étaient dispersées sur le territoire, comme à Hérat.
Les conseillers de l'OTAN servaient également d'équipes de liaisons avec les divers commandements régionaux afin de faciliter et fluidifier les missions aériennes. Le NATC-A formait, équipait et soutenait également les forces anti-aériennes ainsi que l'AIU, chargé des missions logistiques de la lutte anti-drogue à travers l'Afghanistan. Cette partie de la formation était sous le commandement d'un état-major dont le siège était à l'aéroport international de Kaboul (où se trouve l'état-major des forces aériennes afghanes).

### Police nationale afghane

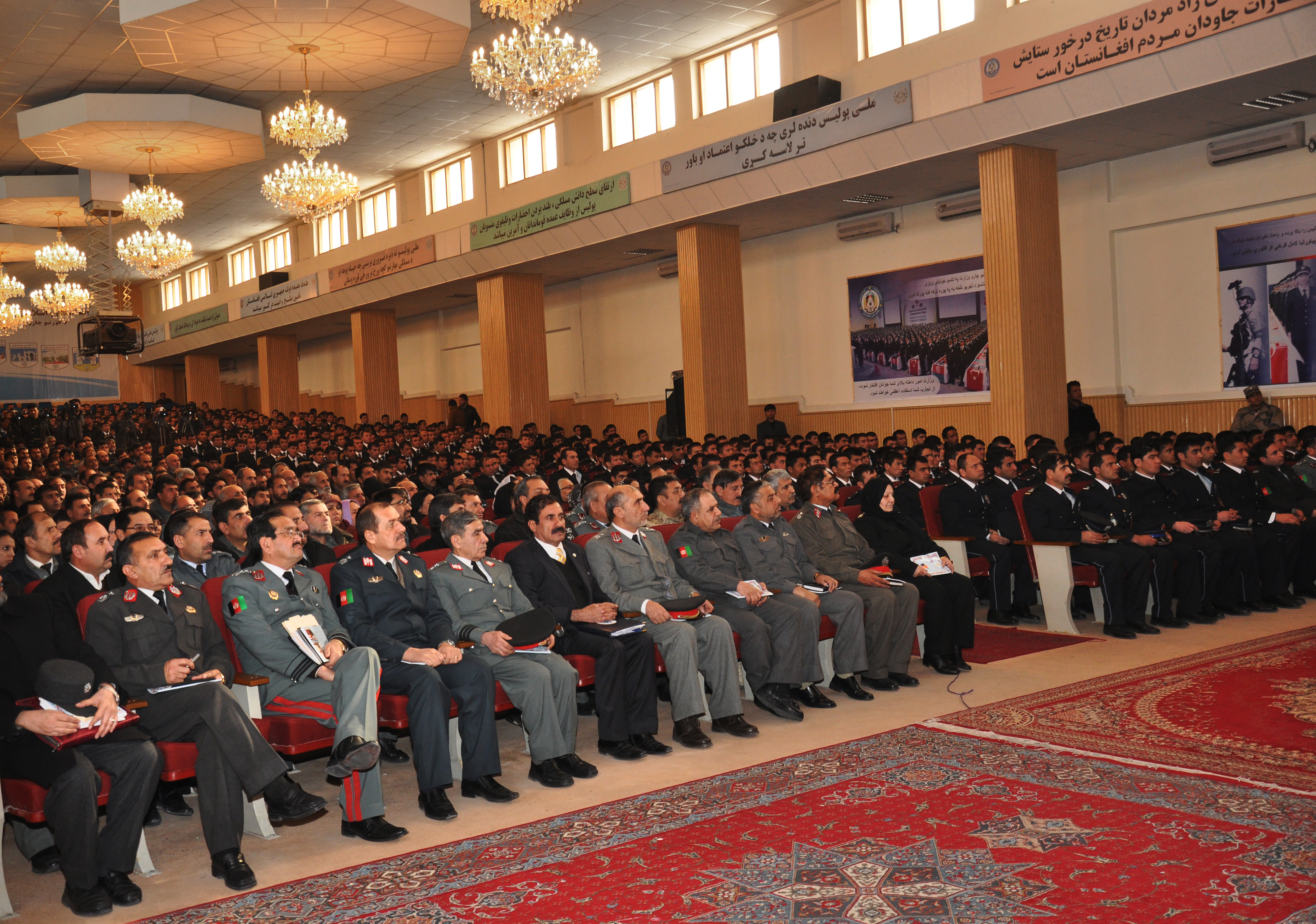
Nouvelle promotion de la Police nationale afghane (PNA) au Ministère de l'intérieur de l'Afghanistan à Kaboul.

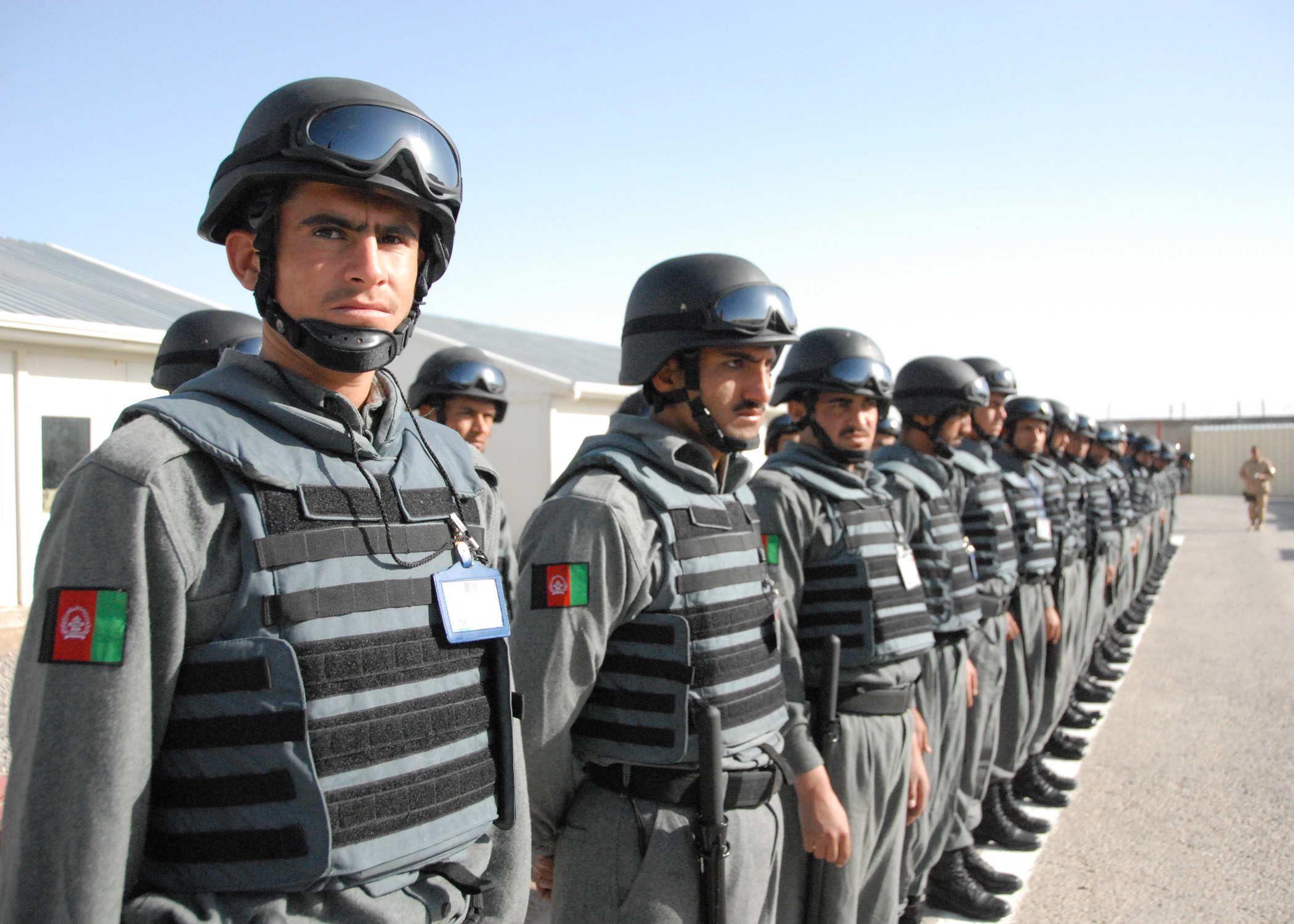
Membres de la garde d'honneur de la PNA au camp d'instruction de Kandahar.

La police nationale afghane (PNA) est une composante des forces de sécurité afghanes. La PNA a pour objectif de compter près de 160 000 policiers incluant la sécurité publique, la police aux frontières, les unités anti-drogue, la police judiciaire, etc.
En 2009, l'exigence de formation est passé de la création ex nihilo d'une force de police à la montée en puissance et la professionnalisation de cette force.
La formation de base des policiers avait pour objectif de stopper l'attrition de la PNA et de fournir des hommes et des femmes entraînés et exempts de risques de corruption afin de faire respecter le droit dans le pays.

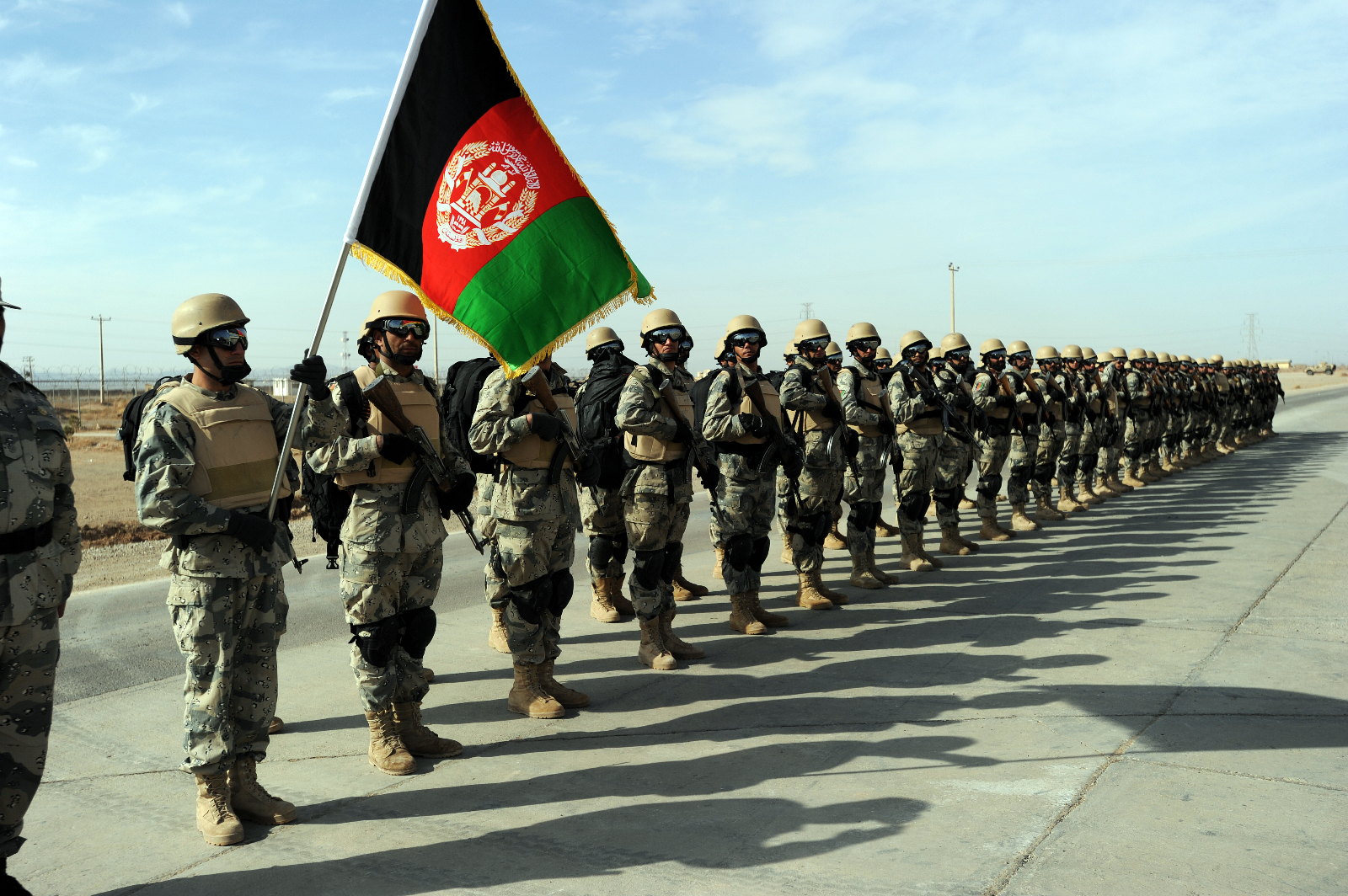
La police frontalière afghane à Herat-2011

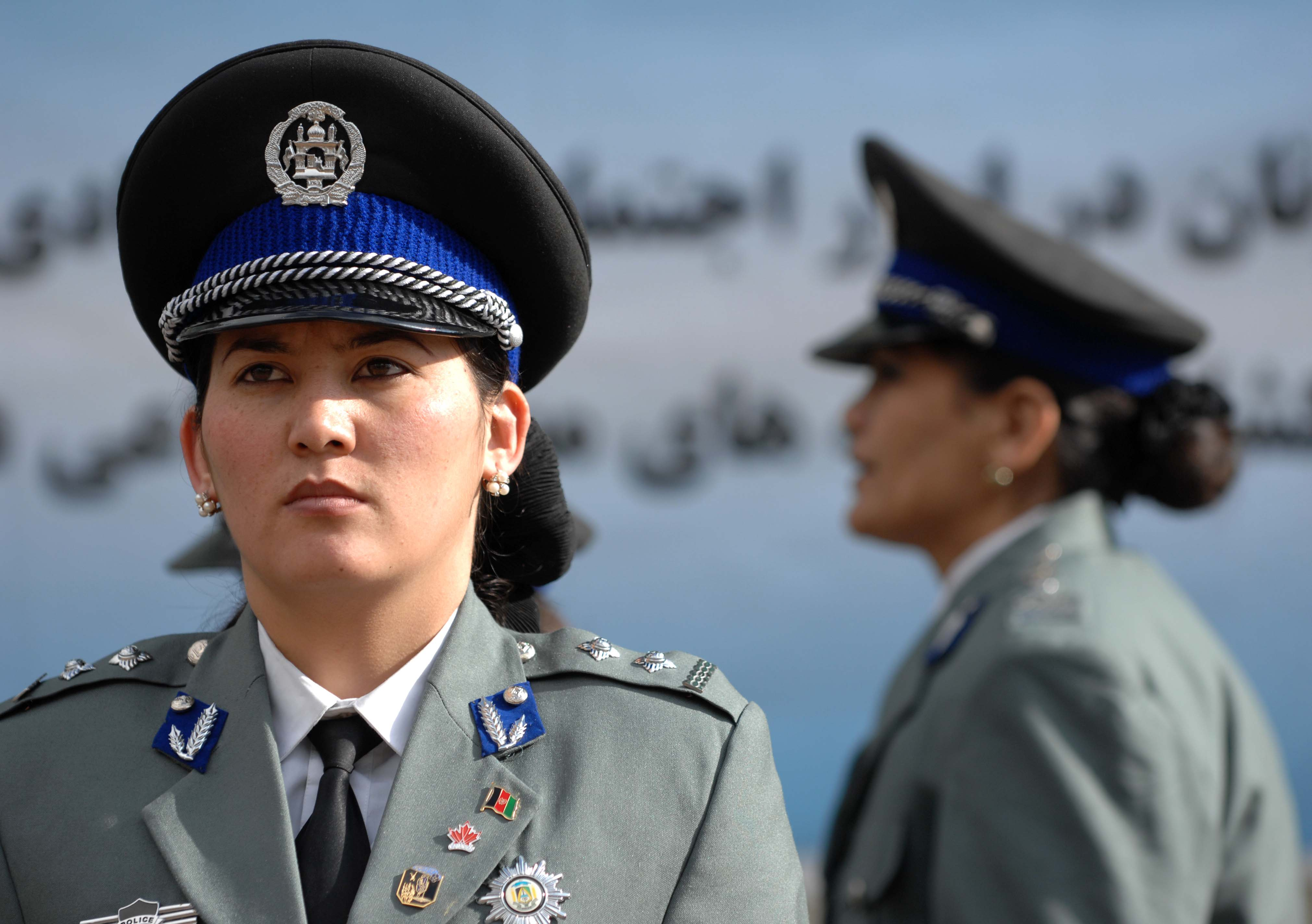
Femmes officiers de la police nationale afghane à l'occasion de cérémonie de la journée de la femme au ministère de l'intérieur afghan le 4 mars 2010.

La police dispose aussi de cours de spécialisation dans différents domaines : investigation criminelle, anti-terrorisme, contrôle des frontières, violences domestiques, violences sexuelles, traite humaine, secourisme, maitrise de l'anglais, unités d'intervention, maintien de l'ordre, conduite routière, formation à la lutte contre les EEI (Engin explosif improvisé), etc.

#### Centres de formation de la police

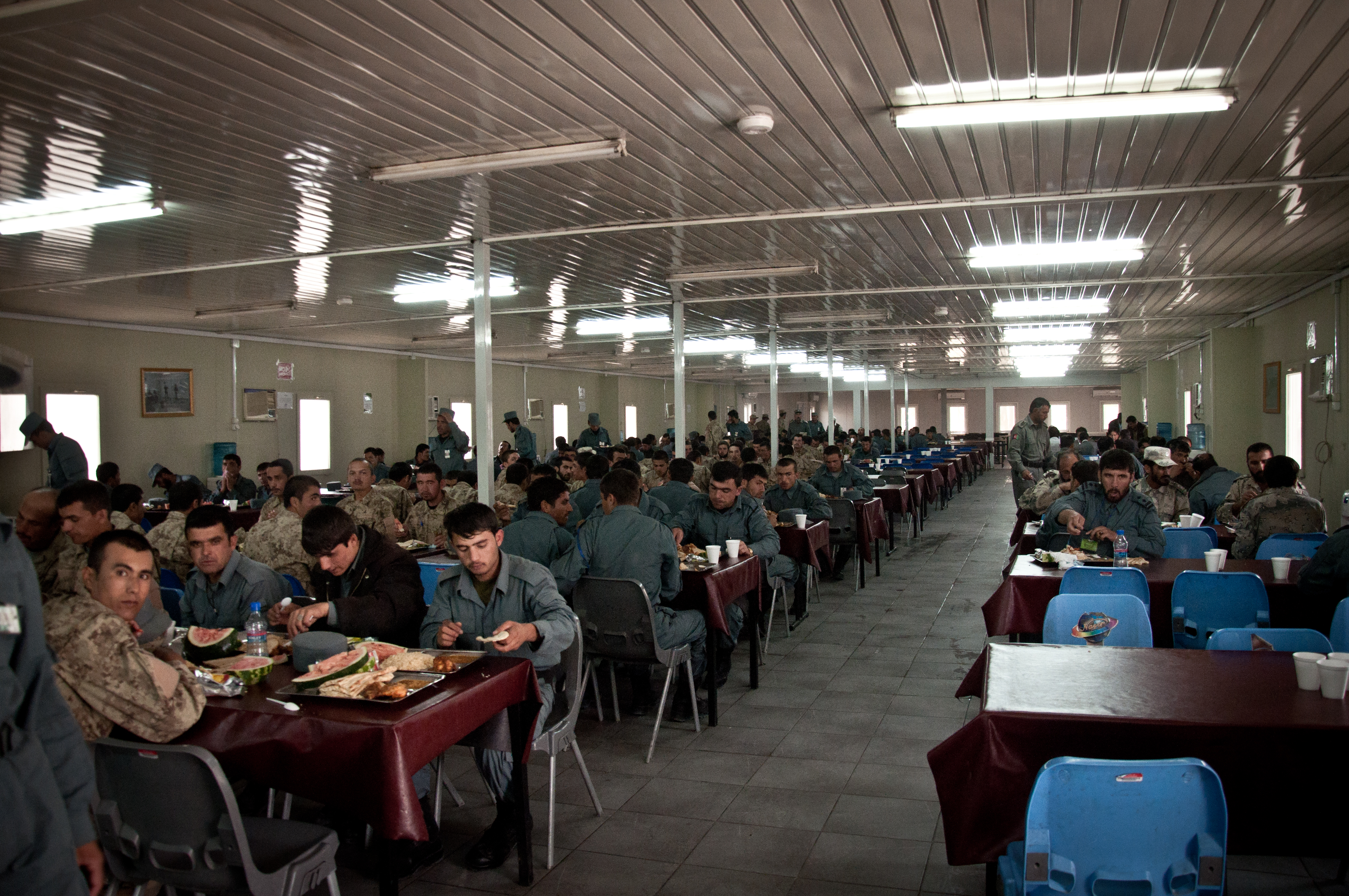
Stagiaires de la PNA déjeunant au centre d'instruction de Kaboul

Allemagne Centre d'entraînement de la police allemande à Mazâr-e Charîf, province de Balkh (400 places)
Turquie Centre d'entraînement de la police turque dans la province du Wardak (50 places)
République tchèque Centre d'entraînement de la police tchèque, province de Lôgar (90 places)
Italie Centre d'entraînement des carabiniers italiens à Adraskan, province de Herat (800 places)
Grande-Bretagne Centre d'entraînement de la police britannique de Helmand, province de Helmand (150 places)
Canada Centre d'entraînement de la police canadienne de Costall, province de Kandahar (200 places). La police canadienne dirigeait aussi la FOB Walton dans la province de Kandahar (200 places)
Nouvelle-Zélande Centre d'entraînement à l'investigation de police (gestion des scènes de crime) RTC de Bâmiyân, province de Bâmiyân (72 places)
France La Gendarmerie française dirigeait le centre RLC de Mazâr-e Charîf, province de Balkh (300 places) ainsi que le centre de formation des sous-officiers et officiers
Pays-Bas La police hollandaise a construit le centre opéré par les Américains de Tarin Kôt, province d'Orozgân (150 places)

### Attaques d'infiltrés
A la date du 10 août 2012, selon l'OTAN, 31 membres des forces de la coalition étaient morts en date du 10 août 2012, tués par des actions délibérées des forces afghanes ou d'insurgés déguisés en uniformes afghans. L'augmentation de ces attaques, qualifiées de « Vert contre bleus » a incité les responsables américains à réorganiser le processus de sélection des recrues afghanes. Le management des forces armées afghanes a ainsi identifié des «centaines» de soldats afghans dans leur rang qui étaient liées à l'insurrection des talibans. La plupart des attaquants, au cours de ces incidents étaient des membres des unités des forces de police locales (Afghan local police ou ALP), qui fonctionnaient comme des forces tribales locales et étaient connues pour avoir des liens avec les Taliban,.

### Retrait de la force
Avec le retrait des forces, la MFO-A a été restructurée en tant que J7 de l 'état-major des forces de l'ISAF et est devenu un élément de l'administration centrale de la force en septembre 2014.

## Insigne de l'unité

### Insigne de manche en tissu
L'insigne est en tissu en forme de bouclier de 9,5 cm de hauteur et 5,1 cm de largeur. Il a une bordure jaune. De bordure jaune il est découpé en deux quarts supérieurs portant les noms de l'unité (NTM-A) et de son commandement (OTAN). La moitié inférieure, d'azur et de céleste, porte en son centre l'étoile polaire argentée à facettes de couleurs opposées de l'OTAN.
L'ajout des quarts bleu sombres représente le trésor national afghan, les gemmes de lapis lazuli. La bordure jaune signifie l'excellence pour les forces de la coalition. Les insignes d'épaule a été approuvé le 3 novembre 2010.

### Insigne de poitrine
Il s'agit d'un insigne métallique d'émail de 2 cm de haut reprenant la même symbolique que l'insigne d'épaule.

## Décorations

### Décorations de l'unité
| Ribbon | Award                        | Year      | Notes                      |
| ------ | ---------------------------- | --------- | -------------------------- |
|        | Joint Meritorious Unit Award | 2009–2010 | for service in Afghanistan |
|        | Joint Meritorious Unit Award | 2010–2011 | for service in Afghanistan |
|        | Joint Meritorious Unit Award | 2011-2012 | for service in Afghanistan |

## Sources
- (en) Antonio Giustozzi, "Shadow Ownership and SSR in Afghanistan," Chap. 11 in Tim Donnais (ed.) Local Ownership and Security Sector Reform, DCAF/Lit Verlag, Zurich/Berlin, 2008 ‘Local Ownership.’
- (en) Antonio Giustozzi, "Auxiliary Force or National Army: Afghanistan ‘ANA’ and the COIN Effort," 2002-2006, Small Wars and Insurgencies, Vol. 18, No.1, 45-67, March 2007
- (en) War, politics and society in Afghanistan, 1978–1992, By Antonio Giustozzi